# Pelosia sutschana
Pelosia sutschana är en fjärilsart som beskrevs av Otto Staudinger 1892. Pelosia sutschana ingår i släktet Pelosia och familjen björnspinnare. Inga underarter finns listade i Catalogue of Life.